# Preiskave vojnih zločinov v univerzalnih jurisdikcijah v Ukrajini
Preiskave vojnih zločinov v univerzalnih jurisdikcijah v Ukrajini so preiskave vojnih zločinov v ruski invaziji na Ukrajino leta 2022, ki se izvajajo v okviru pravnih sistemov posameznih držav po načelu univerzalne jurisdikcije mednarodnega humanitarnega prava. Države, ki so začele preiskave, so bile Nemčija, Litva, Španija in Švedska.

## Ozadje
Ruska invazija na Ukrajino, ki se je začela februarja 2022, je vključevala več domnevnih vojnih zločinov. Mednarodno kazensko sodišče je začelo popolno preiskavo. Načelo univerzalne jurisdikcije državi omogoča, da izvaja preiskave in pregon vojnih zločinov, storjenih v drugi državi ali katerih žrtve ali osumljeni storilci so državljani druge države.

## Po državah
Do 5. aprila so namen pričetka preiskav vojnih zločinov med rusko invazijo na Ukrajino napovedale Estonija, Nemčija, Latvija, Litva, Norveška, Poljska, Slovaška, Španija, Švedska, Švica in Ukrajina. Za francoske žrtve in osumljence so francoski tožilci odprli nacionalne jurisdikcije preiskav vojnih zločinov.

### Nemčija
Nemški državni tožilec je 8. marca 2022 napovedal začetek preiskave v skladu z zakonom o univerzalni pristojnosti Völkerstrafgesetzbuch. Začetna področja preiskav so vključevala neselektivne napade na civiliste in civilno infrastrukturo, uporabo kasetnega streliva in poročila o ruskih seznamih za ubijanje ukrajinskih aktivistov in politikov.

### Litva
V začetku marca 2022 je litovsko generalno tožilstvo začelo »predkazensko preiskavo o vojnih zločinih in zločinih proti človečnosti« med rusko invazijo na Ukrajino leta 2022. V začetku aprila je generalno tožilstvo izjavilo, da bo v okviru celotne preiskave preiskalo smrt filmskega ustvarjalca Mantasa Kvedaravičiusa, ki so ga ruske sile med obleganjem Mariupola ubile.

### Španija
8. marca 2022 je špansko ministrstvo za tožilstvo začelo preiskave o univerzalni jurisdikciji tako za kaznivo dejanje agresije s strani Ruske federacije kot za »resne kršitve mednarodnega humanitarnega prava«.

### Švedska
5. aprila 2022 je švedsko tožilstvo (SPA) izjavilo, da je začelo preliminarne preiskave o »hudih vojnih zločinih« v Ukrajini. Prvotni cilji preiskave so vključevali zavarovanje dokazov na Švedskem, ki bi jih lahko kasneje uporabili v sodnih postopkih na Švedskem, drugi državi, ki izvaja univerzalno jurisdikcijo, ali v preiskavi ICC. SPA je pozvala preživele in priče, naj stopijo v stik z njimi.